# Piper cenocladum
Piper cenocladum är en pepparväxtart som beskrevs av C. Dc.. Piper cenocladum ingår i släktet Piper och familjen pepparväxter. Inga underarter finns listade i Catalogue of Life.